# Lauda Air
Lauda Air Luftfahrt GmbH è stata una compagnia aerea di base a Vienna fondata nel 1979 e attivata nella primavera dello stesso anno dal tre volte campione del mondo di Formula 1 Niki Lauda. Nel 2012 la compagnia fu assorbita da Austrian Airlines Group.

## Storia

### Gli inizi
Lauda Air fu fondata nell'aprile 1979. Lo scopo iniziale era quello di favorire gli spostamenti dei fans di Niki Lauda in occasione della sua partecipazione alle competizioni di Formula 1. Il primo di questi voli fu effettuato il 24 maggio con un biturbina Fokker 27 appena acquistato. I primi risultati furono incoraggianti e la società acquisì un secondo esemplare mentre il Niki prendeva lezioni di pilotaggio per potersi occupare personalmente di alcuni voli. Anche per questo, dal 1983 al 1985, la società rimase in quiescenza mentre il fondatore accumulava altri successi al volante dei bolidi a quattro ruote.
Tra la fine del 1985 e l'estate 1986 la flotta incorporò due jetliner BAe 111 noleggiati all'estero. Furono i primi passi verso l'utilizzo in maniera permanente di velivoli a reazione. La scelta cadde sul Boeing 737 di cui furono ordinati due esemplari.

### Sul lungo raggio ed espansione in Europa
Nel frattempo era stata richiesta alle competenti autorità la licenza per effettuare voli a lungo raggio. Nel maggio 1988 iniziarono i primi voli - di linea - per Bangkok, Hong Kong e Sydney. Furono effettuati con il primo perfettamente adeguato alla bisogna Boeing 767 serie 300ER.
Nell'agosto 1990 la società ottiene la licenza per effettuare voli di linea regolari in tutto il mondo. Nel mese di dicembre debutta il volo pentasettimanale Vienna - Londra-Gatwick. Se ne occupa il bireattore Boeing 737 serie 300. Nel frattempo è stata costituita la filiale italiana Lauda Air SpA.
In generale, quando a livello governativo fu deciso che la compagnia di bandiera Austrian Airlines non poteva mantenere il monopolio sulle rotte internazionali, Lauda Air intraprese una politica di espansione molto incisiva, approfittando anche dell'appoggio della tedesca Lufthansa, che aveva sempre mostrato un grande interesse per il mercato austriaco. Nel luglio 1992 fu annunciato il primo accordo di cooperazione e nel marzo dell'anno seguente iniziarono i voli in collaborazione per Los Angeles.
Dopo aver preso in consegna i primi Bombardier CRJ da 50 posti nel marzo 1994 Lauda Air inaugura i collegamenti verso un ventaglio di destinazioni europee: Barcellona, Madrid, Bruxelles, Ginevra, Manchester, Stoccolma. Nell'ottobre 1995 questo tipo di servizio viene istituito anche dall'aeroporto di Salisburgo.
Anche le attività a lungo raggio erano seguite con attenzione: già nel settembre 1991 la società ordinò quattro Boeing 777 con consegne previste tra il 1997 e il 2000.

### Un unico gruppo austriaco
All'inizio del nuovo millennio nel governo di Vienna si fece strada la convinzione che fosse necessario un maggior coordinamento tra le varie entità del trasporto aereo. per i vettori di maggiori dimensioni era auspicabile una qualche forma di integrazione operativa. Così, nel 2005, le operazioni di volo di Lauda Air furono integrate in quelle di Austrian Airlines. Il 1° luglio 2012 Lauda Air confluiva completamente nella consorella e, il 6 aprile dell'anno segue, veniva legalmente dissolta.
Si completava il desiderio dello stato che l'aviazione commerciale austriaca si concentrasse in un solo gruppo, favorendo l'acquisto delle azioni di Lauda Air e anche di Tyrolean Airways da parte di Austrian Airlines. Era la nascita di Austrian Airlines Group, un conglomerato che includeva le principali compagnie aeree austriache (Austrian Airlines, Lauda Air e Tyrolean Airways).
Conclusa questa comunque importante esperienza, Niki Lauda ha continuato a occuparsi di trasporto aereo, fondando l'aerolinea Niki, e, dopo il fallimento di questa nel 2017, Laudamotion.

## La flotta

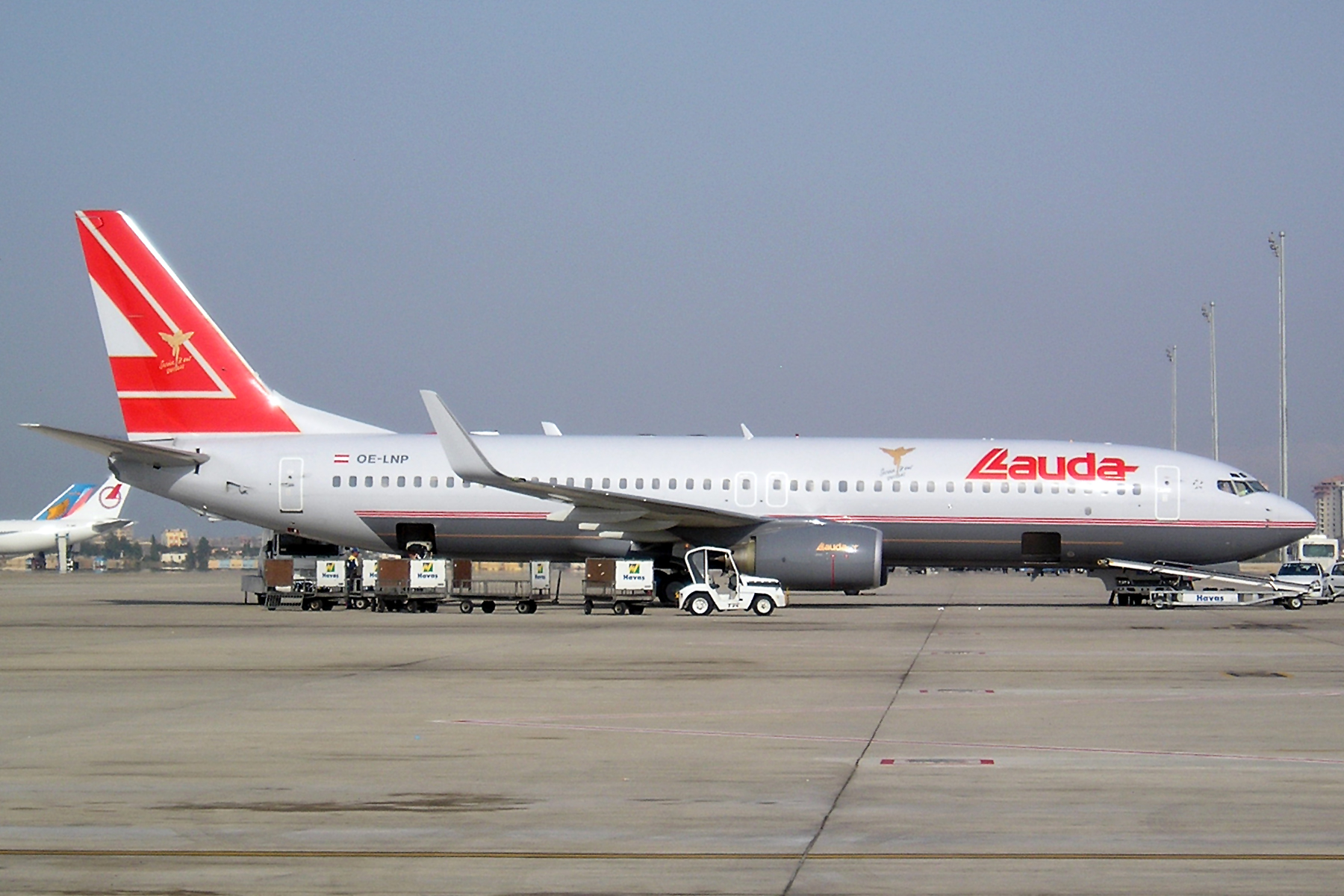
Uno dei Boeing 737 serie 800

Nel corso di oltre un trentennio di attività Lauda Air ha utilizzato i seguenti tipi di velivoli:
- 2 Airbus A320 noleggiati
- 1 Airbus A321 noleggiato
- 20 Boeing 737 delle serie 200, 300, 400, 600, 700, 800
- 11 Boeing 767 serie 300ER
- 4 Boeing 777 serie 200
- 14 Bombardier (Canadair) CRJ
- 1 Douglas DC 10 serie 30 noleggiato
- 2 Fokker 27
- 2 ROMBAC 111 serie 500 noleggiati

## Curiosità
- Il 25 settembre 1997 la Lauda Air prese in consegna, a Seattle, il primo dei quattro Boeing 777-200 ordinati. Niki Lauda lo pilotò personalmente fino a Vienna, dopo uno scalo a Las Vegas dove offrì una festa ai 150 passeggeri invitati.
- Lauda Air è stata la prima compagnia aerea europea ad introdurre il Bombardier CRJ nella flotta.
- Lauda Air è citata nel brano del gruppo italiano Articolo 31 intitolato "Senza regole".

## Incidenti
- Il 26 maggio 1991 un Boeing 767-300, operante il volo 004, precipitò su di un'area rurale della Thailandia facendo 223 vittime inclusi 10 membri dell'equipaggio. Dall'indagine emerse che l'aereo era caduto per l'improvvisa attivazione dell'inversore di spinta del motore sinistro ad altitudine e velocità superiori a quella a cui era stato eseguito il test di volo[4], causata probabilmente da un cortocircuito al cablaggio delle valvole di controllo.

In seguito a quell'incidente, tutti i costruttori di aerei adottarono chiusure meccaniche, oltre alle due valvole standard, per ovviare l'azionamento degli inversori di spinta per guasto o involontariamente.